# 예허나라 완전

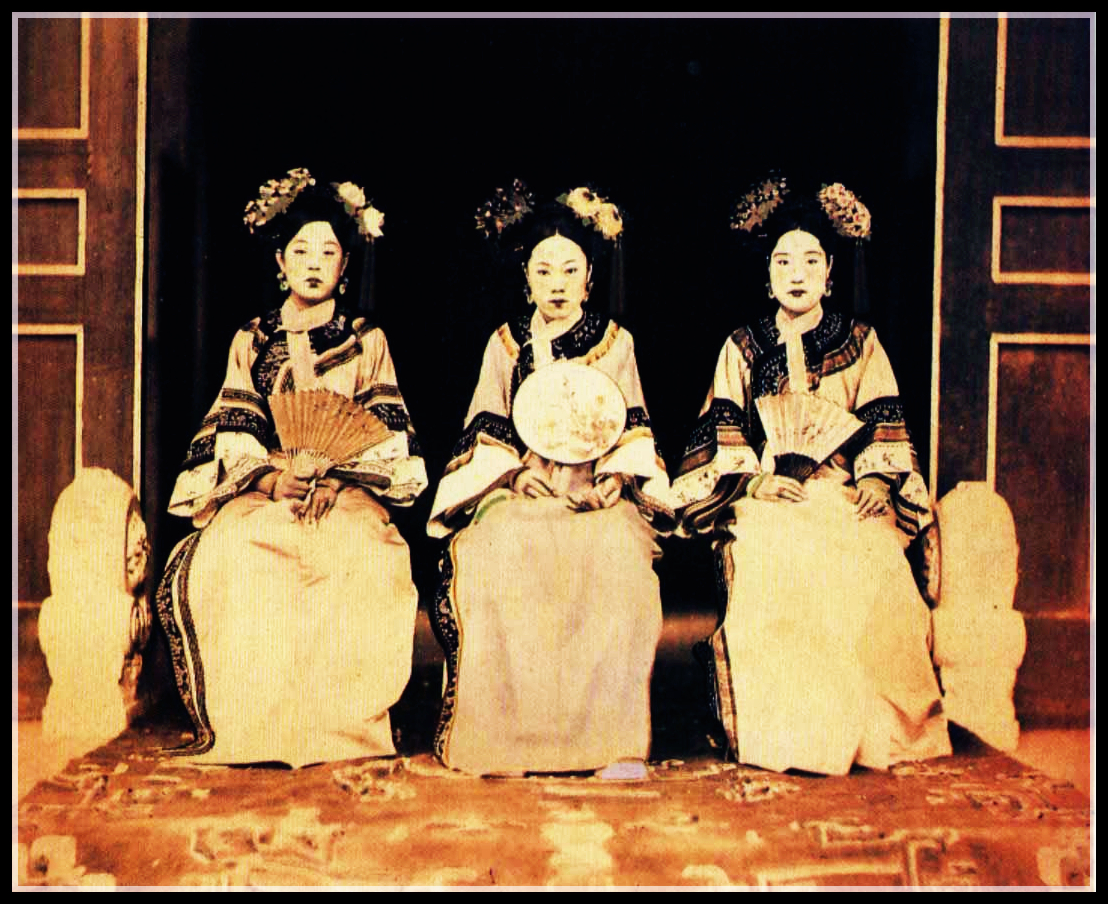

예허나라 완전(한국 한자: 葉赫那拉 婉貞 엽혁나랍 완정, 1841년 9월 13일 ~ 1896년 6월 19일)은 예허나라 할아(葉赫那拉氏, 만주어: ᠶᡝᡥᡝ
ᠨᠠᡵᠠ
ᡥᠠᠯᠠ Yehe Nara Hala) 출신이고, 만주 양남기인(鑲藍旗人, 만주어: ᡴᡠᠪᡠᡥᡝ
ᠯᠠᠮᡠᠨ
ᡤᡡᠰᠠᡳ
ᠨᡳᠶᠠᠯᠮᠠ Kubuhe Lamun Gūsai Niyalma)으로 청 제국 제8대 군주 도광제(道光帝)의 서자(庶子)인 순현친왕(醇賢親王)의 본부인(本夫人)이자 청 제국 관료 여허나라 후이정(葉赫那拉 惠徵)의 넷째딸이다.

## 생애

### 결혼
1851년 당시 함풍제(咸豊帝)의 이복 아우 순현친왕(醇賢親王)과 결혼하여 가례를 올렸고 이후 그와의 사이에서 4남을 두었다.

### 가족 및 친척 관계
그녀의 언니는 청나라 제9대 황제 함풍제(咸豊帝)의 후궁(後宮)인 서태후(西太后)이고 남동생은 청나라 외척 귀족 여허나라 구이샹(葉赫那拉 桂祥)이다. 또한 그녀는 청나라 제10대 황제인 동치제(同治帝)의 숙모(叔母)이자 이모(姨母)가 되며 그녀가 부군(夫君)인 순현친왕(醇賢親王)과의 사이에서 얻은 소생 4남(아들 넷) 가운데 둘째아들은 중국 청나라 제11대 황제 광서제(光緖帝)이다.

#### 청나라 황실과의 겹사돈 관계
청나라 제10대 군주 동치제(同治帝)는 그녀의 이질이자 시조카이며 청나라 제11대 군주 광서제(光緖帝)의 황후인 효정경황후(孝定景皇后)는 그녀의 친정 조카딸이자 차자부이다.

### 사망
1891년 1월 1일에 부군 순현친왕을 여읜 그녀는 그로부터 5년 후 1896년 6월 19일, 향년 55세로 별세(병사)하였다.